# فرودگاه سن آنتونیو د لوس بانیوس
فرودگاه سن آنتونیو د لوس بانیوس (به انگلیسی: San Antonio de los Baños Airfield) یک فرودگاه نظامی است که یک باند فرود بتن دارد و طول باند آن ۳۵۹۶ متر است. این فرودگاه در کشور کوبا قرار دارد و در ارتفاع ۵۰ متری از سطح دریا واقع شده‌است.